# Jack L. Amariglio
Jack L. Amariglio (nascido em 6 de abril de 1951) é um economista heterodoxo norte-americano. Ele é bem conhecido por seu trabalho em história econômica, análise de classe e (com David F. Ruccio) em metodologia econômica e pós-modernismo em economia.